# MAN SD 202
De MAN SD 202 is een dubbeldekkerbus, geproduceerd door de Duitse busfabrikant MAN van 1986 tot 1992. De MAN SD 202 is een tweede generatie standaard VÖV-dubbeldekkerbus en is de opvolger van de SD 200. In 1982 en 1983 werden al drie prototypes gebouwd, maar pas in 1986 ging de bus definitief in productie. In 1992 ging de SD 202 uit productie en werd in 1995 opgevolgd door de lage vloer dubbeldekker MAN ND 202. De bus werd ontwikkeld om hoofdzakelijk dienst te doen in Berlijn.

## Bouwjaaraanduiding
De SD 202 werd ook weleens aangeduid als een typenummer naar het bouwjaar waarin de bussen gebouwd zijn. De bussen uit de bouwjaren kregen de volgende typenummers;
- 1985; D 85
- 1986; D 86
- 1987; D 87
- 1988; D 88
- 1989; D 89
- 1990; D 90
- 1991; D 91
- 1992; D 92

## Inzet
De bussen werden ingezet in verschillende landen. De meeste exemplaren kwamen voor in Duitsland en dan met name in Berlijn bij de BVG. Later zijn er verschillende exemplaren geëxporteerd of verkocht aan andere Duitse bedrijven, nadat de bussen in Berlijn uit dienst gingen. Verschillende bussen worden nog ingezet als "Sightseeing" (stad tour) bussen.
| Land      | Bedrijf | Serie     | Aantal | Bouwjaar  | Inzet   | Opmerking                  |
| --------- | ------- | --------- | ------ | --------- | ------- | -------------------------- |
| Duitsland | BVG     | 3500      | 1      | 1982      | Berlijn | Eerste prototype           |
| Duitsland | BVG     | 3501-3502 | 2      | 1984      | Berlijn | Tweede en derde prototypen |
| Duitsland | BVG     | 3503-3967 | 405    | 1986-1992 | Berlijn |                            |

## Afbeeldingen

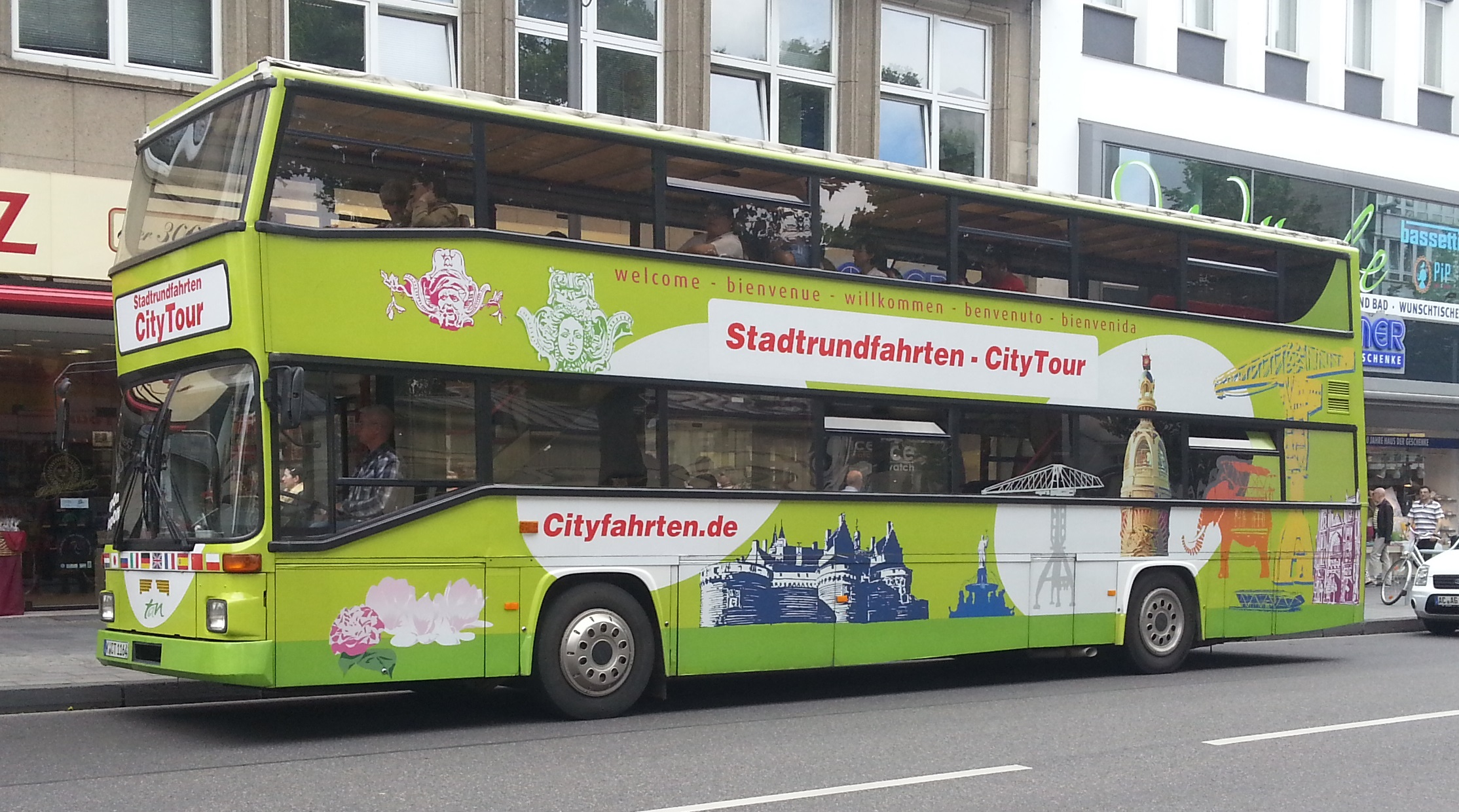
Een cabrio-versie van de SD 202 met verschuifbaar dak